# 豊島章太郎
豊島 章太郎（てしま しょうたろう、1899年（明治32年）11月 - 1981年（昭和56年）10月30日）は、日本の内務・警察官僚。官選愛媛県知事、最後の官選岡山県知事。

## 経歴
広島県出身。第一高等学校を卒業。 1925年、東京帝国大学法学部を卒業。同年11月、高等試験行政科試験に合格。1926年、内務省に入省し、宮城県属となる。
以後、内務事務官、警保局勤務、警保局外事課長、愛媛県書記官・警察部長、岡山県書記官・警察部長、警視庁保安部長、同経済警察部長などを歴任。
1945年10月、愛媛県知事に就任。1946年10月、岡山県知事に転任。地方制度の改正や経済対策に取り組み、知事選挙を執行して1947年4月に退任。その後、公職追放となった。